# Андрія Балич
Андрія Ба́лич (хорв. Andrija Balić, нар. 11 серпня 1997, Спліт, Хорватія) — хорватський футболіст, центральний півзахисник словацького клубу «ДАК 1904».

## Ігрова кар'єра

### Клубна
Андрія Балич є вихованцем футбольної академії клубу «Хайдук». З яким став чемпіоном країни у віці до 17 - ти років. Після чого підписав з клубом контракт до 2017 року. У 2014 році Балича внесли до заявки першої команди й у квітні того року футболіст дебютував в основі. Через рік Балич у складі «Хайдука» брав участь у матчах єврокубків.
На початку 2016 року Балич перейшов до італійського «Удінезе», з яким підписав чотирирічний контракт. Тривалий час він не міг пробитися до основи, бувши лише запасним гравцем. Свою першу гру в Італії Балич зіграв лише у травні 2017 року.
Так і не мавши повноцінного місця в основі, на початку 2019 року Балич мусив відбути в оренду. У нідерландській «Фортуні» він дограв до кінця сезон 2018/19. Після цього була нова оренда. Спочатку італійська «Перуджа», а взимку 2020 року футболіст відбув до словацького «ДАК 1904». У лютому 2020 року півзахисник дебютував у чемпіонаті Словаччини. Після закінчення теоміну оренди Балич підписав зі словацьким клубом повноцінний контракт на три роки.

### Збірна
Андрія Балич провів одинадцять матчів у складі молодіжної збірної Хорватії.